# B1重型坦克
B1重型坦克（Char B1）是法國陸軍在二戰前開發，用於支援步兵作戰重型攻堅突破用的坦克，早在1921年即開始進行研發，后续型号还有加强型(B1bis)。
B1重型坦克早期在法军一直都是主力，但是随着1940年因贝当的战术偏向保守而導致该坦克并未打出法军預期效果。在1940年法军投降时，德军缴获了b1重型坦克的所有生產工厂，成为德国的戰利品並用於蘇德戰爭中。

## 歷史
B1自1934年起開始生產，截至1940年6月25日法國投降為止，共生產約420輛（絕大多數為B1 bis，以及僅2輛的B1 ter），法國戰敗後，德軍將其接收作為二線佔領軍用車及訓練坦克，另外有少數改裝為噴火坦克投入東線戰事（移除下方75毫米砲，裝上火焰噴射武裝）。此外義大利及克羅埃西亞亦有獲得少量B1 bis。
有鑒於坦克在突破壕溝戰僵局上的優勢，法軍乃要求B1必須達到以下要求：
- 厚重的裝甲
- 可搭載兩門不同用途的火炮，一門大口徑榴彈砲支援步兵作戰、轟擊碉堡工事，一門中口徑戰車砲用於摧毀敵方載具

但是B1的開發進度一直陷入瓶頸，最後才在1929年推出原型車進行測試，並定名為B1重型坦克。可是將其制式化及投入生產線卻已是1934至35年的事。
法國戰役後，德國將擄獲的B1坦克更名為 B2 740(f)。

## 設計
1921年，法國陸軍技術部的艾司丁（J.E.Estienne）將軍提出一種坦克的計畫，最初的設計只有15噸重，裝甲最大厚度也才25毫米，但安裝了一門75毫米火砲和一個配有兩挺機槍的砲塔，且要求此坦克必須使用無線電進行戰術協調。當時有四家公司競標此計畫，這些公司包括FAMH海軍冶金公司、FCM地中海造船廠、迪勞內-貝利維爾（Delaunay-Bellevill）和施奈德-雷諾公司（Schneider-Renault）。當時軍方承諾會將各公司提交樣車的中標部分進行組合匹配，以便製成最優良的坦克。1924年5月總共提交了5輛樣車，其中施奈德-雷諾公司提交了兩台樣車：SRA和SRB。
軍方選中了施奈德-雷諾公司的樣車SRB作為新坦克的基型車，其引擎、變速箱和轉向裝置得以保留，懸挂裝置和驅動輪取自FAMH設計的樣車，而履帶則來自FCM的樣車。1925年3月，雷諾公司被選中作為主承包商，施奈德、 FAMH、FCM和迪勞內-貝利維爾均作為提供勞務和零部件的分承包商，整車的最終組裝定於在巴黎的雷諾工廠完成。1926年1月17日雷諾公司獲得了製造3輛原型車的合同，製造工作于1929年1月完成。原型車的成員有4人，武裝和裝甲最大厚度則如計畫所提的，行駛速度最大為每小時20公里，最大行程為257公里，1930年和1931年進行的測試表明總體設計比較成功，經過改良，最大裝甲厚度增加到40毫米，重量也上升到28噸，這就是後來的Char B1坦克的雛形。
最終型號的B1重型坦克配備47毫米及75毫米火炮各一門，正面裝甲40至60毫米，戰鬥重量30噸，而且設計新穎，主炮塔關閉之後仍有相當良好的視野，車底亦設置緊急逃生門，此外傳動系統也有裝甲保護。可說是二戰初期火力及防護力最強的坦克。其正面裝甲除了德國的88毫米高射炮外，沒有任何戰防炮能夠擊穿。
但是B1的重量使它在機動時顯得十分笨重遲緩，而且主炮塔的設計只能容納車長一人，必須同時兼顧搜索，裝填以及射擊等任務，令車長負擔太重，不過此坦克有兩位負責無線電的人員，第二位主要工作是幫忙車長裝填的工作，可以稍微減輕車長負擔。此外車身戰鬥室的彈藥架後方就是引擎所在，往往發生引擎被毀後誘爆彈藥的慘劇。

## 衍生型
- B1 bis
- B1 ter
- ARL V 39：ARL 44重型戰車計畫所衍生出的驅逐戰車，使用了部分B1坦克的設計和部件。
- B2：繳獲給德國的衍生型號，大部分B2战车移除了安装在车体内的75毫米榴弹炮

## 使用国
- 法國
- 納粹德國